# Jurij Sťopkin
Jurij Sťopkin (rusky: Юрий Стёпкин), (* 5. říjen 1971 Kursk, Sovětský svaz) je bývalý reprezentant Ruska v judu. Je majitel bronzové olympijské medaile.

## Sportovní kariéra
Zastupoval čeljabinskou zápasnickou školu juda a reprezentační jedničkou se stal relativně pozdě. Šanci však využil maximálně.
V roce 2000 nemohl jako aktuální mistr Evropy chybět na olympijských hrách v Sydney. Jenže v prvním kole narazil na výborného Francouze Trena a podlehl mu v boji na zemi (osaekomi). Postoupil do oprav odkud se dostal až do boje o bronzovou medaili. V zápase s Italem Gvidem měl od začátku na vrch a ve 4 minutě ho hodil technikou o-soto-gari na ippon. Získal bronzovou medaili.
V dalších letech pomalu vyklidil místo reprezentační jedničky mladším kolegům. Potom co nebyl nominován na olympijské hry v roce 2004 ukončil sportovní kariéru.

## Výsledky
| Turnaj             | 1998 | 1999 | 2000 | 2001 | 2002 |
| ------------------ | ---- | ---- | ---- | ---- | ---- |
| Olympijské hry     | -    | -    | 3.   | -    | -    |
| Mistrovství světa  | -    | dns  | -    | úč.  | -    |
| Mistrovství Evropy | 3.   | dns  | 1.   | dns  | 7.   |